# La edad de la inocencia (cuadro)
La Edad de Inocencia es una  pintura al óleo sobre tela de Joshua Reynolds, pintado en 1785 o 1788. Sus medidas son 765 x 638 mm. La retratada es desconocida, pero posiblemente era la sobrina-nieta de Reynolds, Theophila Gwatkin (que tenía tres años en 1785), o Lady Anne Spencer (1773–1865), la hija menor del 4.º Duque de Marlborough. El cuadro fue presentado a la Galería Nacional en 1847 por Robert Vernon, y colgado en la Tate desde 1951.

## Género
El cuadro es un estudio de carácter , o en términos del siglo XVIII, un cuadro elegante, y fue pintado sobre otro trabajo de Reynolds, Una Chica de Fresa, quizás, porque la fresa había padecido algunas pérdidas de pintura. Sólo las manos quedan en su estado original. La Inocencia también se ha deteriorado desde 1859.

## Popularidad
La Edad de Inocencia se convirtió en favorita del público, y según Martin Postle "la cara comercial de la niñez", siendo reproducida incontables veces en grabados y efemérides de distintas clases durante toda la época victoriana. No menos de 323 réplicas a escala al óleo fueron hechas por estudiantes y copistas profesionales entre 1856 y 1893. El pegadizo nombre del cuadro, que fue más tarde utilizado deliberadamente como título de una novela del mismo nombre: La edad de la inocencia en 1920, se dio en 1794, después de la muerte de Reynolds, por Joseph Grozer para su grabado punteado del trabajo. El título original era probablemente Una pequeña chica, título de un trabajo exhibido por Reynolds en la Real Academia en 1785.